# Adalbert Weber
Adalbert Weber (* 4. März 1817 in Rasdorf im Landkreis Fulda; † 4. Februar 1864 ebenda) war ein deutscher Bürgermeister und Mitglied der Kurhessischen Ständeversammlung.

## Leben
Adalbert Weber war in seiner Heimatgemeinde Rasdorf als Bürgermeister tätig, als er 1860 ein Mandat für die Kurhessische Ständeversammlung erhielt. Er wurde aus dem Wahlbezirk Hünfeld-Land in das Parlament gewählt, wo er bis zum Ende des 17. Landtags (1862) blieb.
Dieses war nach den Unruhen im Jahr 1830 zum Zweck der Beratung und Verabschiedung einer Verfassung gebildet worden und hatte bis 1866 Bestand, als das Land Hessen durch Preußen annektiert wurde.